# Phủ Toàn quyền Đông Dương
Phủ Toàn quyền Đông Dương (tiếng Pháp: Gouvernement général de l'Indochine, nay là Phủ Chủ tịch) là cơ quan giúp việc cho Toàn quyền Đông Dương (tiếng Pháp: Gouverneur-général de l'Indochine française) trong việc điều hành và cai trị trên toàn cõi Đông Dương thuộc Pháp.

## Lịch sử
Sau khi dùng vũ lực để chiếm quyền cai trị ở Đại Nam và Campuchia, thực dân Pháp dần thiết lập bộ máy thực trị người bản xứ dưới chế độ cai trị khác nhau: thuộc địa (Nam Kỳ) hoặc bảo hộ (Bắc, Trung Kỳ, Campuchia). Nhằm thống nhất quản lý cai trị ở vùng thực dân Pháp ở Viễn Đông (Extrême-Orient), Ngày 17 tháng 10 năm 1887, Tổng thống Pháp Jules Grévy ký sắc lệnh thành lập Phủ Toàn quyền Đông Dương, còn gọi là Phủ Toàn quyền Đông Pháp (Gouvernement général de l'Indochine Française).

## Bộ máy
Theo Sắc lệnh số 41 ngày 3 tháng 10 năm 1945 của Chủ tịch Chính phủ lâm thời Việt Nam Dân chủ Cộng hòa Hồ Chí Minh, bãi bỏ tất cả các công sở và các cơ quan trước thuộc Phủ Toàn quyền Đông Dương, bộ máy chính của Phủ Toàn quyền Đông Dương bấy giờ trước khi bị bãi bỏ như sau:
- Văn phòng Toàn quyền Đông Dương
- Văn phòng Phó Toàn quyền Đông Dương (còn gọi là Tổng thư ký Toàn quyền Đông Dương)
- Phòng Bí thư
- Phòng Công văn
- Phòng Điện tín
- Phòng Nội dịch
- Phòng Binh vụ
- Ty Ngoại giao
- Tòa Công chức
- Tòa Pháp chính
- Tòa Chính trị
- Tòa Liêm phóng
- Tòa Kinh tế
- Sở Hiến binh Đông Dương
- Sở Hỏa xa Đông Dương
- Sở Bưu điện Đông Dương
- Sở Vô tuyến điện Đông Dương
- Sở Địa dư
- Sở Lúa gạo
- Sở Hải chính
- Sở Tài chính
- Sở Kiểm sát Tài chính
- Sở Trước bạ, Văn tư, Quản thủ điền thổ và thuế Trực thu
- Sở chuyên mãi muối và thuốc phiện
- Sở Tổng ngân khố
- Sở Ngân khố Trung bộ và Nam bộ
- Sở Hưu bổng Đông Dương
- Sở Thể dục, thể thao và Thanh niên
- Sở Thiên văn và Thiên văn đài Phủ Liễn
- Sở Thư viện trung ương
- Sở Tổng thanh tra công nông và mục súc
- Sở Tổng Thanh tra Thủy Lâm
- Sở Tổng Thanh tra Khoáng chất và kỹ nghệ
- Sở Tổng thanh tra ngư nghiệp
- Sở Tổng thanh tra Y tế
- Sở Tổng thanh tra Công chính
- Nha Thương chính
- Nha Học chính Đông Dương
- Phòng Hàng hải thương thuyền
- Phòng Hàng không thương thuyền
- Phòng Tổng thanh tra lao công
- Viện Khảo cứu Nông - Lâm
- Viện Hải học
- Viện Bác cổ Viễn Đông
- Bình dân ngân khố